# A Certain Magical Index
Autre
A Certain Magical Index, en japonais Toaru majutsu no Index (とある魔術の禁書目録, Toaru majutsu no Indekkusu), est une série de light novels écrite par Kazuma Kamachi et illustrée par Kiyotaka Haimura, publiée depuis 2004 par l'éditeur ASCII Media Works et répartie en trois séries : la série originale éponyme, sa suite directe Shinyaku toaru majutsu no Index (新約 とある魔術の禁書目録, Shinyaku toaru majutsu no Indekkusu) et une seconde suite intitulée Sōyaku toaru majutsu no Index (創約 とある魔術の禁書目録, Sōyaku toaru majutsu no Indekkusu). La série est publiée en version française par Ofelbe depuis 2018. Une adaptation en manga illustrée par Chuya Kogino est publiée depuis 2007 dans le Monthly Shōnen Gangan, disponible en version française chez les éditions Ki-oon. La série a également été adaptée en une série télévisée composée de trois saisons ainsi que d'un film d'animation par le studio J. C. Staff.
Un manga dérivé intitulé A Certain Scientific Railgun (とある科学の超電磁砲, Toaru kagaku no Rērugan), scénarisé par Kazuma Kamachi et illustré par Motoi Fuyukawa, est publié depuis 2007 dans le Monthly Comic Dengeki Daioh. En France, le manga est publié chez les éditions Noeve Grafx. Par la suite, la série a été dérivée en plusieurs lights novels complémentaires et a même eu le droit à son propre manga dérivé, intitulé Toaru Kagaku no Railgun: Astral Buddy (とある科学の超電磁砲レールガン外伝 アストラル・バディ, Toaru kagaku no Rērugan: Asutoraru Badi) et publié dans le Dengeki Daioh de 2017 à 2020, réparti en quatre volumes. A Certain Scientific Railgun a également été adapté en une série télévisée d'animation composée de trois saisons et de plusieurs OAV par J. C. Staff dont une quatrième saison en production actuellement.
Un second manga dérivé intitulé Toaru Kagaku no Accelerator (とある科学の一方通行(アクセラレータ), Toaru Majutsu no Kinsho Mokuroku Gaiden - To Aru Kagaku no Ippou Tsuukou), illustré par Arata Yamaji et toujours scénarisé par Kazuma Kamachi, a été publié entre 2013 et 2020 dans le Dengeki Daioh et répartie en douze volumes. Le manga a été adapté en une série télévisée d'animation produite par J. C. Staff en 12 épisodes.
Plusieurs autres mangas dérivés ont aussi vu le jour. La franchise connaît également beaucoup d'autres adaptations et produits dérivés, et s'étend sur divers médias (jeux vidéo, visual novel, drama CD, d'autres séries de romans, etc.).

## Synopsis
L’histoire prend place au centre d’une ville étudiante appelée la Cité Académique au Japon. C’est dans ce lieu de la science et de la recherche qu’un complot émerge opposant modernité scientifique et tradition magique. Dans ce monde ultra hiérarchisé, gouverné par la technologie ainsi que par les capacités surnaturelles de ses habitants, les inégalités et discriminations font partie du quotidien d’une partie de la population. Véritable paradis pour certains, terrible enfer pour d’autres, la Cité Académique n’en reste pas moins une ville aux multiples facettes qui s’est attiré les foudres de l’Église. Cette dernière maîtrise l’art de la magie et souhaite renverser l’ordre établi.
- Toaru Majustsu no Index (et ses suites Nouveau Testament et Genesis Testament) :

Tôma Kamijô possède la capacité d'annuler tout pouvoir surnaturel, appelé l'« Imagine Breaker », rien qu'en le touchant avec sa main droite. Il va faire la rencontre d'une nonne de l'Église anglicane, Index, qui est poursuivie par l'organisation de la Kaballe parce qu'elle possède dans sa mémoire la connaissance des 103 000 volumes de magie interdite. Index sera aidée par Tôma pour survivre et livrer son savoir à l'Église.
- Toaru Kagaku no Accelerator :

Accelerator est le plus puissant des Espers de la Cité Académique. C'est un adolescent déséquilibré sans aucune émotion en raison de son puissant pouvoir sans égal et des expériences traumatisantes dont il a été victime. Sa capacité, le « Vector Change » lui permet de contrôler et manipuler à sa convenance tous les mouvements. À cause de ce pouvoir, il sera sans cesse en proie aux attaques des scientifiques qui veulent créer un Esper de Niveau 6 et ainsi surpasser les plus forts Espers existants de Niveau 5. Contre toute attente, Accelerator se lie d’amitié avec la petite et maladroite Last Order…
- Toaru Kagaku no Dark Matter :

Kakine Teitoku est le deuxième du classement des niveaux 5 et posséde un pouvoir du nom de « Dark Matter ». L'histoire prend place en même temps que celle de Toaru Kagaku no Accelerator, et se situe dans la Cité Académique.
- Toaru Kagaku no Mental Out :

Suite directe d'Astral Buddy centrée sur le personnage de Misaki Shokuhou, alias « Mental Out ». Misaki est la dirigeante de l'une des grandes factions de la ville universitaire. Elle a désormais les yeux rivés sur le poste de présidente du conseil des élèves et est prête à tout pour y parvenir.
- Toaru Anbu no Item :

"ITEM" est une unité d'élite composée de quatre filles. Takitsubo Rikou est capable de lire et de suivre la faible puissance émise par ceux qui ont des capacités. Frenda Seivelun, qui excelle au combat à l'aide d'explosifs et de pièges. Kinuhata Saiai, qui peut manipuler l'azote par sa volonté et joue un rôle défensif. Et l'un des 7 espers dont la Cité Académique est fière : Mugino Shizuri. Ils vivent librement dans les ténèbres de la Cité Académique, et jettent tranquillement leur dévolu sur leur cible. Mais comment se sont-ils retrouvés dans Item ?

## Univers

### Science
- Aero Hand (Main Aérienne, en anglais), le pouvoir de Mitsuko Kongou consiste, avec n'importe quel objet qu'elle touche, à créer un coup de vent très violent qui l'emporte loin d'ici. Kongou peut facilement mettre hors combat ses ennemis grâce à son pouvoir.
- AIM, c'est lorsqu'un esper libère inconsciemment de l'énergie autour de lui. On peut retrouver un esper grâce à son AIM comme une sorte d'odeur et certains espers peuvent détecter l'émission produit par un esper (connaître sa position ou son niveau de puissance).
- Capacity Down (Chute de la Capacité, en anglais), c'est une musique aigüe qui empêche les espers d'utiliser leurs pouvoirs correctement, créée par Therestina Kihara Lifeline. Le gang Big Spider s'est servi de la première fois de la "Capacity Down" afin qu'il teste le prototype sans que Therestina ne se salisse les mains. Ensuite, Therestina s'en est servie deux fois, une fois contre Mikoto Misaka seule et une seconde fois contre Kuroko Shirai, Kazari Uiharu et Mikoto Misaka.
- Child Error, ce sont des orphelins très jeunes, qui ne savent pas maîtriser leurs pouvoirs correctement. Ils sont souvent utilisés pour des expériences vraiment atroces et sont conçus pour créer un "Level 6".
- Counter Stop (Arrêt Inverse, en anglais), c'est le pouvoir d'Hyouka Kazakiri, inconnu pour le moment. Kazakiri peut être indestructible, comme réparer les dégâts causés à son organisme et soulever des objets extrêmement lourds, quoiqu'elle cesserait d'exister si Tôma devait la toucher avec son "Imagine Breaker".
- Deep Blood (Tueuse de Vampire, en anglais), c'est le pouvoir d'Aisa Himegami, qui est aussi connue sous ce nom. Il consiste à éradiquer les vampires quand ils tentent de s'approcher d'elle, comme l'odeur de son sang les attire. Sa famille et ses amis, devenus tous des vampires, ont été tués à cause de sa capacité.
- Esper est un humain qui est capable de se servir de ses pouvoirs psychiques, qui lui permettront d'acquérir un pouvoir surhumain comme manipuler un élément de la nature ou se téléporter.
- Essence d'Esper Cristalisée est l'objet déclencheur, issu du sang du "First Sample", Therestina Kihara Lifeline, qui permet de créer un "Level 6" en unissant les pouvoirs des "Child Error".
- Imagine Breaker (Briseur d'Illusion, en anglais), le pouvoir de Tôma Kamijô consiste à annuler tout pouvoir surnaturel, rien qu'en touchant avec sa main droite. Il annule aussi ses capacités psychiques, ce qui fait de lui un "Level 0". La probabilité de vaincre une personne qui sait se battre à mains nues ou avec une arme sans magie est quasiment faible que contre un esper ou un magicien.
- Level est le niveau de puissance d'un esper, qui est caractérisé en 7 rangs.
  - Level 0 : C'est un simple humain qui n'a aucun pouvoir en particulier comme Ruiko Saten, à l'exception de Tôma Kamijô, qui l'est à cause de son Imagine Breaker.
  - Level 1 : C'est un esper dont le pouvoir est très faible comme Kazari Uiharu.
  - Level 2 : C'est un esper dont le pouvoir est faible comme la plupart des utilisateurs de "Level Upper".
  - Level 3 : C'est un esper dont le pouvoir est moyennement puissant comme les "Sisters".
  - Level 4 : C'est un esper dont le pouvoir est puissant comme Kuroko Shirai, Mitsuko Kongou et Awaki Musujime.
  - Level 5 : C'est un esper dont le pouvoir est très puissant comme Accelerator et Mikoto Misaka.
  - Level 6 : C'est un esper dont le pouvoir est indestructible mais personne n'est devenu encore "Level 6".
  - Level 6 Shift (Changement du Level 6, en anglais), c'est un projet qui consiste à faire évoluer Accelerator, le plus fort des 7 espers de Niveau 5, en "Level 6" en tuant les 20 000 "Sisters".
  - Level Upper (Niveau Supérieur, en anglais), c'est une musique qui fait grimper le niveau des espers, créé par Harumi Kiyama. Téléchargeable sur Internet. Beaucoup d'espers veulent en avoir contre de l'argent. Mais en réalité, ceux qui ont écouté cette musique une seule fois tombent dans un profond coma et leurs pouvoirs sont tous reliés avec Kiyama comme une sorte de réseau informatique. Kiyama veut se servir de ce réseau humain pour faire réveiller ses élèves.
- Move Point (Point de Mouvement, en anglais), le pouvoir d'Awaki Musujime consiste à déplacer un objet du point A au point B. Ses pouvoirs de téléportation sont plus puissants que ceux de Kuroko. Musujime peut téléporter n'importe quoi jusqu'à environ 4 500 kg sans même le toucher dans un rayon de 800 mètres. Cependant, en raison de son traumatisme, elle a peur d'utiliser ses pouvoirs sur elle et se sent physiquement malade chaque fois qu'elle est forcée de se téléporter elle-même. Cette crainte l'empêche de devenir une "Level 5".
- Multi-Skill est une capacité unique de Kiyama Harumi reliant les pouvoirs des utilisateurs de "Level Upper" comme un réseau informatique, lui permet d'utiliser plusieurs pouvoirs en même temps, appelée la "Capacité de Polyvalence".
- Personal Reality (Réalité personnelle / sa propre réalité) : Les espere sont entraînés à appréhender le monde non pas au moyen de perception extrasensorielles comme le sixième sens mais, en ayant recours à une capacité de jugement et d'analyse volontairement faussés, appelée « réalité personnelle » (citation[1]: A certain magical index : T. 11).
- Poltergeist, c'est une immersion de puissance produite par la plupart des espers ayant perdu le contrôle de leurs pouvoirs. La cause provient des "Child Error".
- Power Armor (Armure de Puissance, en anglais) est une sorte d'armure robotique, créée par des scientifiques de la Cité Académique.
- Radio Noise (Bruit de Radio, en anglais), c'est un projet qui consiste à créer des clones, appelées les "Sisters", qui sont issues des gènes de Mikoto Misaka, dit le "Railgun".
- Remnant, c'est un dispositif, permettant de réparer le "Tree Diagram". Musujime a reçu l'ordre de le ramener, une fois que le « Tree Diagram » sera réparé, le projet "Level 6 Shift" reprendra mais Accelerator s'est confrontée contre elle et l'a détruit.
- RSPK Syndrome, c'est un syndrome chez la plupart des espers, qui ne savent pas encore maîtriser leurs pouvoirs, ce qui provoquent une sorte de tremblement de terre, appelé le "Poltergeist".
- Télépathie, le pouvoir d'Haruue Erii et d'Edasaki Banri consiste à communiquer par la pensée.
- Téléportation, le pouvoir de Kuroko Shirai consiste à se téléporter elle-même et tout ce qu'elle touche sous un poids total d'environ 130 à 140 kg (maximum deux personnes de poids moyen) dans un rayon d'environ 80 à 85 mètres. Si le pouvoir devient beaucoup plus puissant, Kuroko pourra briser cette limite et pourra donc transporter un objet bien plus lourd que son poids et se téléporter à une plus grande distance.
- Thermal Hand (Main Thermique, en anglais), le pouvoir de Kazari Uiharu consiste à maintenir les choses à température ambiante. Uiharu peut maintenir l'état et la température des objets comme sa couronne de fleurs et les taiyakis. On peut en conclure qu'elle stoppe le temps des objets qu'elle touche mais son pouvoir n'est pas assez puissant pour l'utiliser sur des personnes sinon elle pourrait bien garder son apparence physique et ne jamais vieillir.
- Tree Diagram est le meilleur super-ordinateur de la Cité Académique mais a été détruit par l'attaque d'Index. Il a servi pour trouver un moyen pour qu'Accelerator devienne "Level 6". Harumi Kiyama a demandé douze fois au Conseil d'Administration de la Cité Académique de se servir du "Tree Diagram" pour trouver un remède pour ses élèves mais le Conseil a décliné sa requête douze fois.
- Sisters, ce sont des clones créés à partir de l'ADN de Mikoto Misaka, dit le "Railgun". Accelerator peut devenir "Level 6" en tuant 128 fois Misaka mais leur niveau est inférieur à celui de l'originale donc les scientifiques ont créé 20 000 "Sisters". Accelerator a éliminé la moitié des "Sisters" mais l'autre moitié a été sauvé par Tôma.
- Vector Change (Changement de Vecteur, en anglais), le pouvoir d'Accelerator consiste à contrôler n'importe quel vecteur qu'il touche comme le mouvement, la chaleur, l'électricité. Accelerator peut renvoyer n'importe quelle attaque à son adversaire, peut tordre n'importe quelle matière comme le fer et peut inverser la circulation du sang humain. En réalité, son pouvoir réside sur sa capacité de calcul, qui peut calculer la trajectoire des attaques et ensuite l'inverser. Puisque sa capacité naturelle bloque tout le rayonnement ultraviolet, son organisme cesse de créer des pigments et ses cheveux deviennent blancs.

### Magie
- Angel Fall (Chute de l'Ange, en anglais) est un sort extrêmement puissant qui peut convertir les personnalités des gens dans le monde entier. Le père de Tôma l'a involontairement créé, comme son père n'est pas un mage, seul sa mémoire a été infecté. Ce sort peut très bien convertir les bonnes personnes en mauvaises personnes ou les non-croyants en croyants mais cela dépend du créateur.
- Ars Magna, le pouvoir d'Aureolus Izzard consiste à penser à quoi que ce soit pour que cela devienne réalité. Cependant, il faut une grande concentration pour que cela fonctionne correctement sinon sa magie se retourne contre lui. C'est la raison pour laquelle il utilise des aiguilles pour se poignarder le cou afin de se concentrer. Après avoir atteint la concentration suffisante, Aureolus doit exprimer verbalement une commande pour obtenir les effets qu'il désire.
- Baguette magique de Lotus est l'arme d'Agnese Sanctis, lorsqu'elle l'endommage, cela retourne vers l'adversaire.
- Catherine Wheel est l'arme de Lucia, basée sur la légende de Catherine d'Alexandrie. Elle peut la faire éclater, et des projectiles de morceaux de bois blessent ses adversaires et peut la remettre à sa forme originale.
- Croce di Pietro (Croix de Saint Pierre) peut convertir les non-croyants ou autres croyants en des catholiques mais il faut que la croix soit placé à ciel ouvert pour que le rayonnement du soleil frappe la "Croce di Pietro" au moment où Saint Pierre est mort sur sa croix.
- Divine Mother's Mercy (Divine Pitié de la Mère, en anglais), le pouvoir de Acqua of the Back est d'annuler les dettes de certains charmes spéciaux pour qu'il puisse exécuter des charmes puissants dans des conditions inaptes.
- Walking Church (Église Marchante) est une robe blanche, censée protéger Index de toutes les attaques, physiques ou magiques, mais qui a été détruite par l' "Imagine Breaker" de Tôma. Il s'agirait d'une réplique du Suaire de Turin.
- El Liber AL vel Legis est un grimoire extrêmement dangereux, aussi appelé le "Livre de la Loi", qu'Index, ayant une connaissance de 103 000 grimoires, ne peut la déchiffrer complètement. On dit aussi qu'il existe d'innombrables combinaisons ou possibilités pour déchiffrer le grimoire mais Orsola n'a pas réussi à déchiffrer la vraie version du grimoire.
- Execution of Light (Exécution de la Lumière, en anglais), le pouvoir de Terra of the Left consiste à manipuler la hiérarchie tout autour de lui.
- God's Divine Punishment (Châtiment Divin, en anglais), le pouvoir de Vento of the Front consiste à emporter la conscience de quelqu'un vers elle.
- Grimoire, est un livre refermant une magie interdite. Ceux qui lisent le contenu subissent d'atroces souffrances ou risquent même d'en mourir comme Yamisaka Ooma, qui a tenté de prendre à Index un grimoire sur la guérison pour sauver une personne qu'il aime.
- Holy Right (le Droit Saint, en anglais), le pouvoir de Fiamma of the Right ne peut pas être utilisé à son potentiel complet pour l'instant. Il pense qu'Index tient la réponse à son dilemme et que la main droite de Tôma est une des clés pour libérer le potentiel complet du "Holy Right".
- Mage, des humains capable de créer la matière comme le feu ou la roche, ou d'utiliser des sorts, des incantations... appelée la magie. Les mages ont tous un pseudo, composé d'un mot et de trois chiffres, lié à leur personnalité et qui, une fois prononcé, libère leur pouvoir au maximum.
- Reine Adriatique est une flotte d'innombrables de navires de glace, conçue par l'Église Catholique, permettant d'éradiquer une ville entière. L'Église Catholique l'utilise pour tenter de détruire la Cité Académique, mais se fait arrêter par Tôma.

### Organisations
- Anti-Skill est une unité spéciale qui se charge d'apporter son aide aux habitants de la Cité Académique et d'arrêter les criminels. Aiho Yomikawa est la chef d'une escouade d'Anti-Skill et Tsuzuri Tessou, sa partenaire.
- God's Right Seat (Siège à la droite de Dieu, en anglais), est une branche créée par l'Église Catholique, qui est composée uniquement de quatre personnes : Vento of the Front (le Vent), Terra of the Left (la Terre), Acqua of the Back (l'Eau) et Fiamma of the Right (le Feu).
- GROUP est une organisation secrète, contrôlée par la Cité Académique. On connaît quatre membres pour le moment : Motoharu Tsuchimikado, Accelerator, Awaki Musujime et Etzali (Unabara Mitsuki).
- Hound Dog est une unité spéciale dirigée par Aleister Crowley dont le chef de l'opération est Amata Kihara, l'ancien tuteur d'Accelerator. Contrairement à l'Anti-Skill, le Hound Dog réagisse la nuit et les missions sont extrêmement confidentiels. Les civils, l'Anti-Skill et le Judgment sont tous endormis pour éviter toute intervention qui puisse nuire à la mission.
- Judgment est une unité spéciale pour maintenir l'ordre dans la Cité Académique, réservée uniquement aux espers. Kuroko Shirai intervient durant une prise d'assaut ou une prise d'otages et Kazari Uiharu se charge de récolter des informations ou de traquer la cible. Elles forment toutes les deux un duo de choc.
- Necessarius est une branche créée par l'Église Anglicane, qui est composée de cinq personnes : Laura Stuart, Stiyl Magnus, Kaori Kanzaki, Sherry Cromwell et Orsola Aquitas. Motoharu Tsuchimikado n'est plus un membre de Necessarius mais c'est un espion qui travaille pour leur compte.
- DA est un groupe voyou au sein d' Anti-Skill qui est obsédé par le fait de faire régner la justice dans la Cité Académique. elle est composée d'anciens membres D'Anti-Skill ayant reçu des sanctions disciplinaires pour avoir abusé de leur pouvoir.

## Light novel
Le format original de Toaru Majutsu no Index est publié aux éditions ASCII Media Works sous le label Dengeki Bunko. Du 10 avril 2004 au 10 octobre 2010, vingt-deux volumes et deux volumes spéciaux ont été publiés. Une suite intitulée Shinyaku Toaru Majutsu no Index est publiée du 10 mars 2011 au 10 juillet 2019 et dénombre vingt-trois volumes. Plusieurs volumes spéciaux sont sortis en tant qu'avantages dans les coffrets DVD et Blu-ray japonais des adaptations anime. Une seconde suite intitulée Sôyaku Toaru Majutsu no Index est publiée depuis le 7 février 2020.

## Manga
La première adaptation manga de la licence est A Certain Scientific Railgun (とある科学の超電磁砲, Toaru Kagaku no Railgun, Un Certain Railgun Scientifique), une série dérivée de A Certain Magical Index reprenant le personnage de Mikoto Misaka comme principale héroïne. Scénarisé par Kazuma Kamachi, l'auteur de Toaru Majutsu no Index, et dessiné par Motoi Fuyukawa, le manga a commencé sa prépublication mensuelle en avril 2007 dans le magazine Dengeki Daioh. Le premier tankōbon est sorti au Japon le 10 novembre 2007 et trente-deux tomes ont été publiés en juin 2025 aux éditions ASCII Media Works. En août 2010, ce manga totalisait 2,45 millions de tomes vendus. La version française est éditée par Noeve Grafx à partir de juillet 2021. Par la suite, la série a été dérivée en plusieurs lights novels complémentaires et a même eu le droit à son propre manga dérivé, intitulé Toaru Kagaku no Railgun: Astral Buddy (とある科学の超電磁砲レールガン外伝 アストラル・バディ, Toaru Kagaku no Rērugan: Asutoraru Badi) et publié dans le Dengeki Daioh de 2017 à 2020, réparti en quatre volumes.
Le manga A Certain Magical Index, adaptation en manga des lights novels homonyme de Kamachi, dessinée par Chuya Kogino, a commencé sa prépublication mensuelle en mai 2007 dans le Monthly Shōnen Gangan. Le premier tankōbon a été publié le 10 novembre 2007 et vingt-six tomes ont été publiés en octobre 2021 aux éditions Square Enix. La version française est éditée par Ki-oon depuis juillet 2012.
Une seconde série dérivée nommée Toaru Kagaku no Accelerator, centrée sur le personnage d'Accelerator, dessinée par Arata Yamaji et toujours scénarisé par Kamachi, est prépublié de décembre 2013 à juillet 2020 dans le Monthly Comic Dengeki Daioh. Le premier tankōbon est sorti au Japon le 6 juillet 2014 et douze tomes ont été publiés en août 2020 aux éditions ASCII Media Works.
Un troisième manga dérivé intitulé Toaru Kagaku no Dark Matter (とある科学の未元物質, Toaru Kagaku no Dāku Matā), illustré par Nankyoku Kisaragi et à nouveau scénarisé par Kazuma Kamachi, a été publié dans le Dengeki Daioh de 2019 à 2020 et réparti en un volume.
Un quatrième manga dérivé faisant également office de suite d'Astral Buddy, intitulé Toaru Kagaku no Mental Out (とある科学の心理掌握, Toaru Kagaku no Mentaru Auto), illustré par Yasuhito Nogi et scénarisé par Kazuma Kamachi, est publié dans le Comic Newtype depuis 2021.
Un cinquième manga dérivé intitulé Toaru Anbu no Item (とある暗部の少女共棲, Toaru Anbu no Aitemu), illustré par strelka et scénarisé par Kazuma Kamachi est publié dans le Dengeki Comics NEXT depuis octobre 2023. Il est basé sur son média initial, une série de lights novels homonyme de Kamachi, illustrée par Nilitsu et publié aux éditions ASCII Media Works depuis mars 2023.

## Anime

### Séries télévisées

Logo de la première saison de l’adaptation animée.

Une adaptation de vingt-quatre épisodes produite par le studio J. C. Staff a été annoncée en juin 2008, et a été diffusée du 4 octobre 2008 au 19 mars 2009 au Japon. Cette série, couvrant les six premiers tomes du light novel, a été compilé en huit coffret DVD et Blu-ray commercialisés du 23 janvier au 21 août 2009, contenant des épisodes bonus nommés A Certain Magical Index-tan.
En juin 2010, une seconde saison de Toaru Majutsu no Index est annoncée. Les vingt-quatre épisodes la composant ont été diffusés du 8 octobre 2010 au 1er avril 2011 au Japon, mais également en streaming par Nico Nico Douga. Toaru Majutsu no Index II adapte les volumes 7 à 13, une partie du volume 5, ainsi que le premier volume « side story » du light novel. L'édition limitée du premier Blu-ray contient un light novel Toaru Kagaku no Railgun SS 2.
Après des discussions pour produire un reboot de la série animée, c'est finalement une troisième saison de Toaru Majutsu no Index qui est annoncée en septembre 2017. Elle a été diffusée du 5 octobre 2018 au 5 avril 2019 et est composée de 26 épisodes. Toaru Majutsu no Index III adapte les volumes 14 à 22 du light novel, soit jusqu'à la fin de la première série.
Deux jours après la diffusion du premier épisode de Toaru Majutsu no Index III, une adaptation en série télévisée d'animation du manga Toaru Kagaku no Accelerator ainsi qu'une troisième saison de l'anime Toaru Kagaku no Railgun ont été annoncés par Kadokawa,. Les trois animes sont visionnables en France sur la plateforme de vidéo à la demande : Crunchyroll.
L'anime Toaru Kagaku no Accelerator composé de 12 épisodes a été diffusé du 12 juillet 2019 au 27 septembre 2019.
En février 2025, une quatrième saison de Toaru Kagaku no Railgun est annoncée et par la même occasion, ils annoncent une adaptation en série anime centré sur le manga "Toaru Anbu no Item" où l'anime prendra le nom de "Toaru Anbu no Item".

### Film d'animation
Un film d'animation, basé sur une histoire originale de Kazuma Kamachi, nommé Toaru Majutsu no Index: Endymion no Kiseki est sorti le 23 février 2013 au Japon. Il regroupe à la fois les personnages de Toaru Majutsu no Index et ceux de Toaru Kagaku no Railgun et se situe chronologiquement après l'épisode 7 de Toaru Majutsu no Index II. En un mois, le film a généré 300 millions de yens tandis qu'en trois mois, il en a généré 490 millions.
L'édition DVD et Blu-ray est ensuite sorti le 28 août 2013. L'édition limitée contient un épisode bonus Gekijōban Toaru Majutsu no Index-tan: Endymion no Kiseki ga Attari Nakattari.
Une adaptation en manga a également vu le jour. Elle est dessinée par Ryōsuke Asakura et publiée depuis le 12 février 2013 dans le magazine Monthly Shōnen Gangan.

### Musiques
Maiko Iuchi (de I've Sound) a composé la bande son de l'ensemble des anime et OAV.

#### Toaru Majutsu no Index
- Opening 1 : PSI-missing chanté par Mami Kawada (épisodes 1 à 14 (DVD)/16(TV))
- Opening 2 : masterpiece chanté par Mami Kawada (épisodes 15(DVD)/17(TV) à 24)
- Ending 1 : Rimless ~fuchinashi no sekai~ (Rimless 〜フチナシノセカイ〜) chanté par Iku (épisodes 1 à 19)
- Ending 2 : Chikaigoto ~sukoshi dake mōichido~ (誓い言 ～スコシだけもう一度～) chanté par Iku (épisodes 20 à 24)

#### Toaru Majutsu no Index II
- Opening 1 : No buts! chanté par Mami Kawada (épisodes 1 à 15(TV)/16(DVD))
- Opening 2 : See visionS chanté par Mami Kawada (épisode 17 à 23(TV)/24(DVD))
- Ending 1 : Magic∞world chanté par Maon Kurosaki (épisodes 1 à 13)
- Ending 2 : Memories Last chanté par Maon Kurosaki (épisodes 14 à 24)

#### Toaru Majutsu no Index: Endymion no Kiseki
- Ending : FIXED STAR chanté par Mami Kawada

#### Toaru Majutsu no Index III
- Opening 1 : Gravitation chanté par Maon Kurosaki (épisodes 1 à 5, 7 et 8, 10 à 15)
- Opening 2 : ROAR chanté par Maon Kurosaki (épisodes 18 à 20, 22, 23 et 25)
- Ending 1 : Kakumei Zen'ya chanté par Yuka Iguchi (épisodes 1 à 8 et 10 à 15)
- Ending 2 : Owaranai Uta chanté par Yuka Iguchi (épisodes 16 à 20 et 23)

#### Toaru Kagaku no Accelerator
- Opening 1 : Shadow is the Light chanté par THE SIXTH LIE (épisodes 2 à 7 et 9 à 12, ending du 1er épisode)
- Ending 1 : Parole chanté par sajou no hana (épisodes 2 à 12)

## Drama CD
Un drama CD est sorti en tant que supplément au numéro 48 de Dengeki hp puis vendu seul à partir de novembre 2007. Il s'agit de la deuxième partie d'une histoire dont la première a été diffusée en tant que radio drama  dans l'émission Dengeki taishô,.

## Accueil

### Ventes
- octobre 2009 : l'œuvre totalise 5,2 millions de livres vendus[24].
- mai 2010 : 7,7 millions de livres vendus, faisant de l'œuvre le best-seller le plus vendu de Dengeki Bunko[25].
- août 2010 : 9 millions de livres vendus[4] ; l'œuvre devient alors le 5e light novel le plus vendu de tous les temps au Japon, dépassant Full Metal Panic!, Shakugan no Shana, et les Séries Haruhi Suzumiya[26].
- août 2011 : 12,3 millions de livres vendus[27].
- juin 2019 : 18 millions de livres vendus[28], 31 millions en comptabilisant les livres connexes[29].

### Récompenses
Kono light novel ga sugoi! 2009
- 3e place dans la catégorie « meilleur personnage masculin » et 3e au classement global des personnages : Kamijô Tôma
- 1re place dans la catégorie « meilleur personnage féminin » et 6e au classement global des personnages : Misaka Mikoto

Animation Kobe 2010
- Only my railgun, chanté par fripSide, a remporté le 15e Animation Kobe Award dans la catégorie « meilleur opening »[30],[31]

Kono light novel ga sugoi! 2011
- 1re place dans la catégorie « meilleur light novel » : Kazuma Kamachi
- 1re place dans la catégorie « meilleur illustrateur » : Kiyotaka Haimura
- 1re place dans la catégorie « meilleur personnage masculin » et 1er au classement global des personnages : Kamijô Tôma
- 2e place dans la catégorie « meilleur personnage masculin » et 3e au classement global des personnages : Accelerator
- 1re place dans la catégorie « meilleur personnage féminin » et 2e au classement global des personnages : Misaka Mikoto
- 3e place dans la catégorie « meilleur personnage féminin » : Index
- 7e place dans la catégorie « meilleur personnage féminin » : Itsuwa